# St. Maria Schmerzhafte Mutter (Hahn)

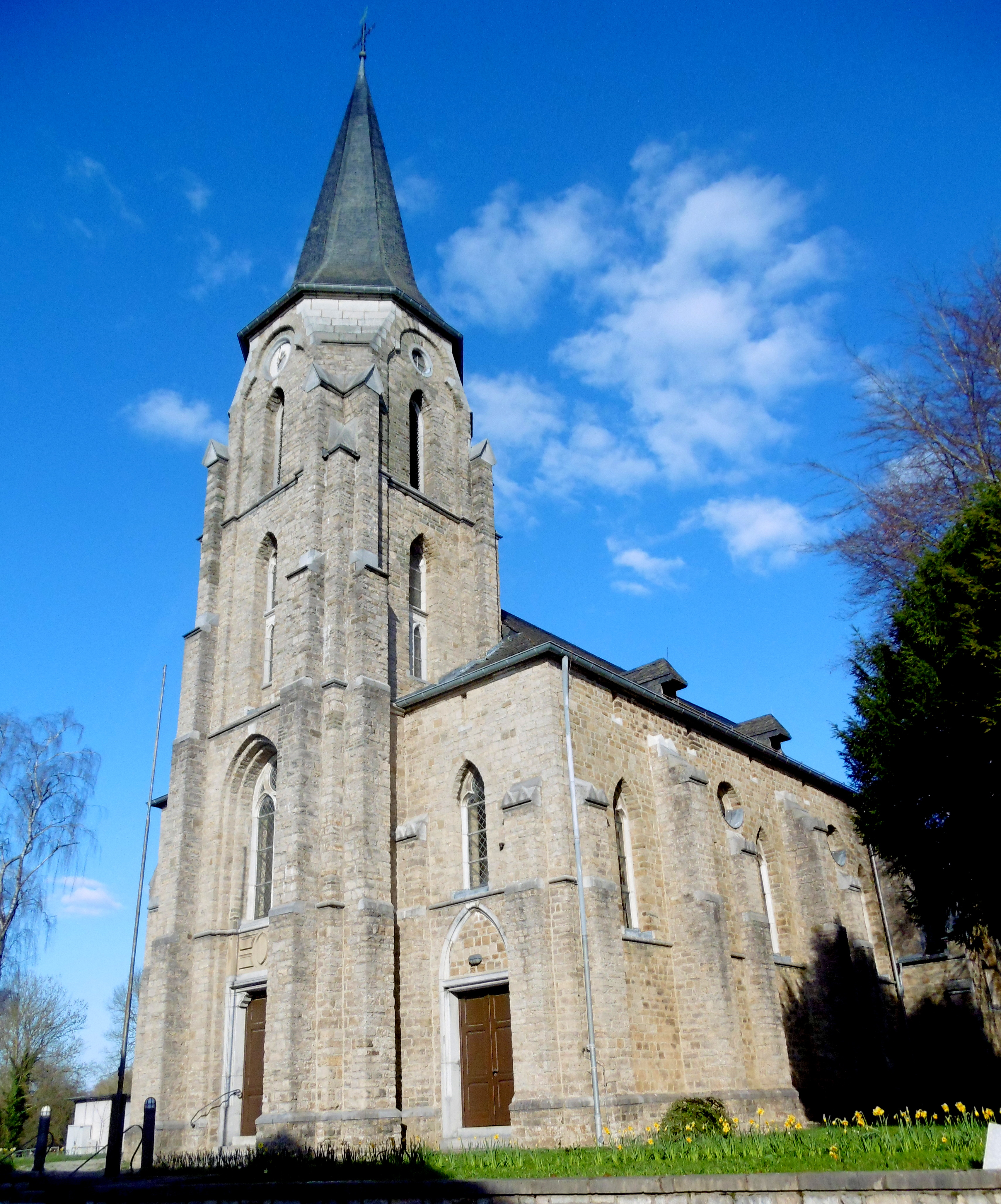
St. Maria Schmerzhafte Mutter in Hahn

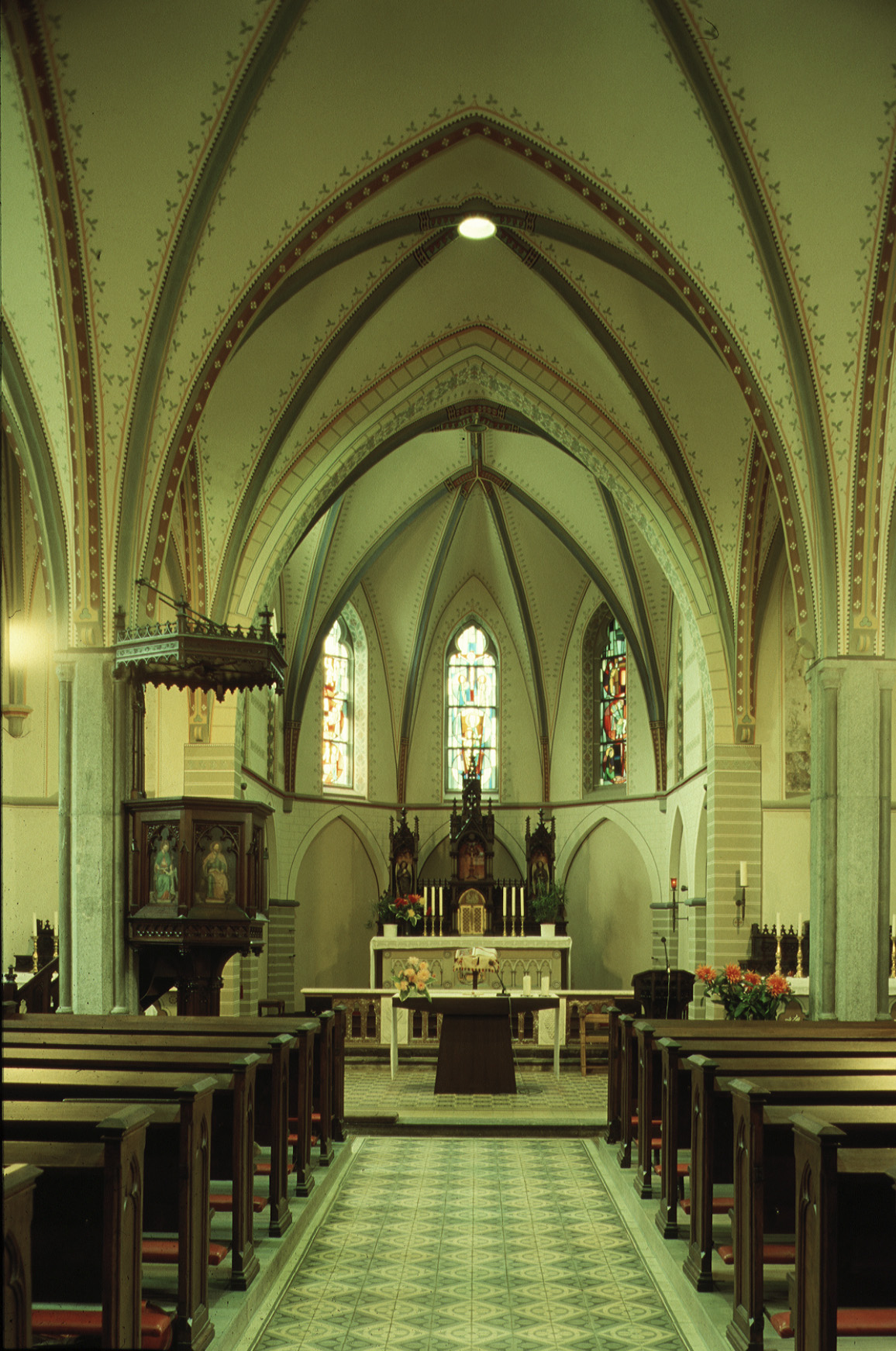
Innenraum

St. Maria Schmerzhafte Mutter ist die römisch-katholische Pfarrkirche des Stadtteils Hahn im Bezirk Kornelimünster/Walheim der Stadt Aachen in Nordrhein-Westfalen. Zur Pfarre gehört die Filialgemeinde Friesenrath mit der Kapelle St. Bernhard.
Das Bauwerk ist in die Liste der Baudenkmäler in Aachen eingetragen.

## Lage
Die Kirche befindet sich inmitten des Ortes Hahn. Das Gotteshaus liegt an der Einmündung der Dorfstraße in die Hahner Straße. Direkt hinter dem Chor befindet sich das alte Pfarrhaus.

## Geschichte
Eine Kapelle in Hahn wurde erstmals 1261 erwähnt. Diese Kapelle war schon damals der zu Ehren der Gottesmutter Maria geweiht. 1280 stifteten Johann von Frankenberg und seine Ehefrau der Kapelle ihren Land-, Wiesen- und Waldzehnten. Zugleich übertrug der Abt der Reichsabtei Kornelimünster einen Hof der Kapelle, damit ein Mönch des Klosters vor Ort wohnen und dort seelsorgerisch wirken konnte. Bis zur Auflösung der Reichsabtei 1795 betreuten Mönche aus Kornelimünster die Kapellengemeinde Hahn.
Im Jahr 1804 wurde Hahn zur eigenständigen Pfarrei erhoben. Seitdem ist Friesenrath auch eine Filiale der Pfarre.
1880 wurde das alte mittelalterliche Gotteshaus, welches 1804 zur Pfarrkirche erhoben wurde, abgerissen. Bis 1881 wurde schließlich die heutige Pfarrkirche nach Plänen des Kölner Diözesanbaumeister Vincenz Statz errichtet. In den Jahren 1989 und 1990 wurde das Äußere des Kirchengebäudes grundlegend saniert.

## Baubeschreibung
St. Maria Schmerzhafte Mutter ist eine dreischiffige und dreijochige Hallenkirche im Baustil der Neugotik. Der geostete Chor ist dreiseitig geschlossen und einjochig. Ihn überspannt ein Sterngewölbe. Daran schließt sich im Westen das Kirchenschiff an. Sowohl Mittel- als auch Seitenschiffe werden von Kreuzrippengewölben überspannt. Im Westen befindet sich der eingezogene viergeschossige Glockenturm, der von einer achtseitigen Turmhaube bekrönt wird.

## Ausstattung
Im Innenraum hat sich nahezu die komplette Ausstattung aus der Erbauungszeit erhalten. Davon zu erwähnen sind der neugotische hölzerne Hochaltar, die ebenfalls hölzerne Kanzel mit Darstellungen der vier Evangelisten, die Kirchenbänke und die steinernen Kreuzwegstationen. Die Buntglasfenster sind Werke von Johannes Richstätter aus dem Jahr 1957. Die drei Fenster im Chor zeigen die Sieben Schmerzen Mariens.

## Glocken
Im Glockenstuhl befinden sich drei Bronzeglocken aus dem 19. und 20. Jahrhundert.
| Nr. | Name | Durchmesser (mm) | Masse (kg, ca.) | Schlagton (HT-1/16) | Gießer                                   | Gussjahr |
| 1   | –    | 1.150            | 810             | fis′                | Ernst Karl Otto, Fa. F. Otto, Hemelingen | 1929     |
| 2   | –    | 890              | 360             | a′                  | Joseph Beduwe, Aachen                    | 1862     |
| 3   | –    | 837              | 300             | h′                  | Gaulard Fils, Aachen                     | 1857     |

Motiv: Te Deum